# Беркес, Эккарт
Эккарт Беркес (нем. Eckart Berkes; 9 февраля 1949, Вормс, Германия — 24 сентября 2014, Лаймен, Германия) — западногерманский легкоатлет, победитель чемпионата Европы по лёгкой атлетике в помещении в Софии (1971) на дистанции 60 м с барьерами.

## Спортивная карьера
Выступал за университетский спортивный клуб (УСК) «Майнц». Специализировался на беге на дистанции 110 м с/б.
Отобрался на Европейские игры в помещении в Югославии (1969), но не смог принять в них участия из-за бойкота со стороны западногерманской федерации. На чемпионате Европы по лёгкой атлетике в помещении в Софии (1971) завоевал золотую медаль в забеге на 60 метров с барьерами. На летних Олимпийских игр в Мюнхене (1972) на дистанции 110 м с/б финишировал четвёртым.
Серебряный призёр национального первенства на дистанции 50 м с/б. В 1972 г. становился вице-чемпионом, а в 1973 г. — чемпионом ФРГ в забеге на 110 м с барьерами.
Получив высшее образование в сфере физического воспитания, работал учителем физкультуры.